# Batalla de Yellow Tavern

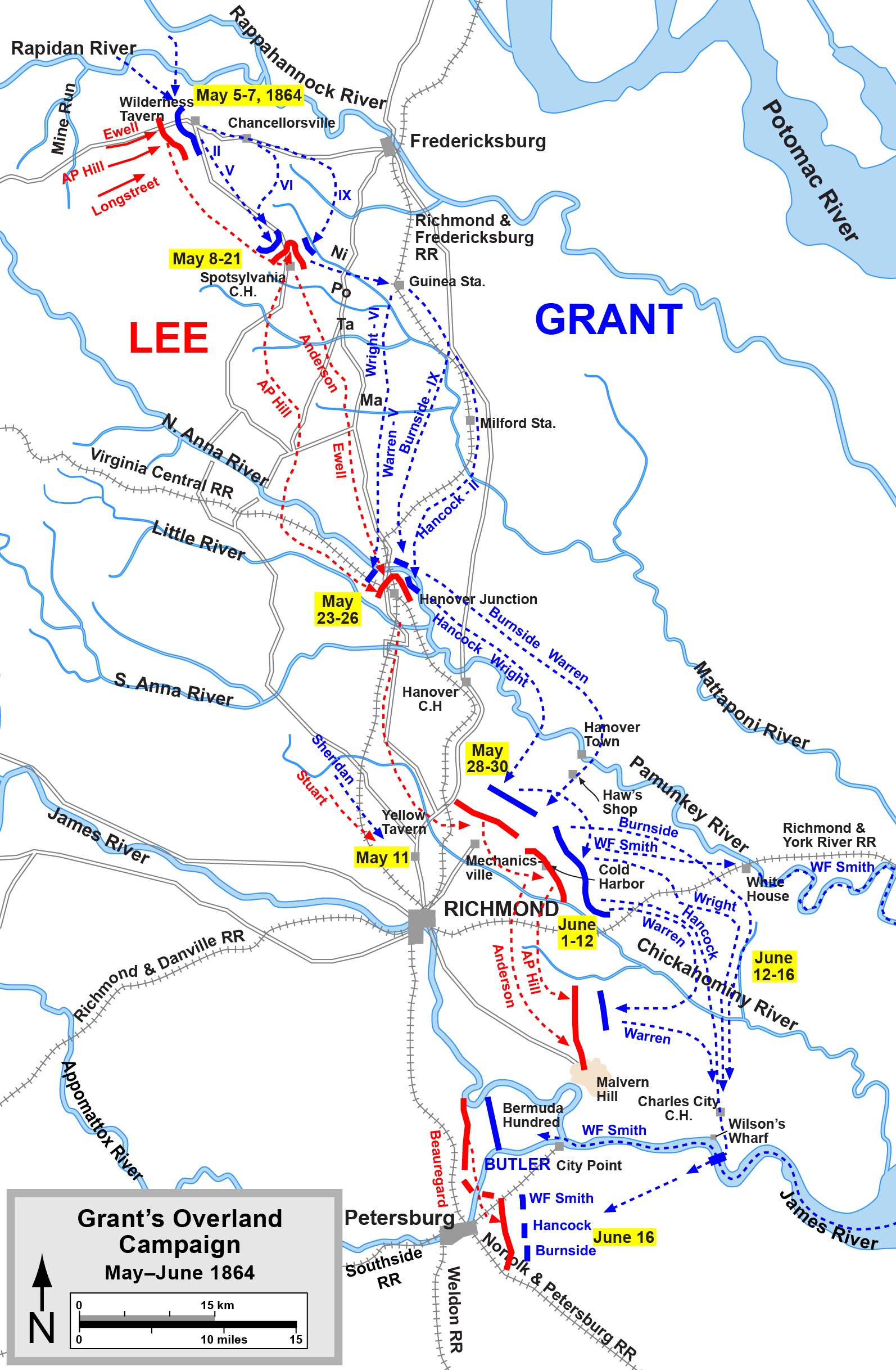
La batalla de Yellow Tavern
Confederación
Unión

La batalla de Yellow Tavern se libró el 11 de mayo de 1864, como parte de la campaña de Overland de la Guerra Civil Americana. En ella la caballería del Ejército del Potomac bajo órdenes del general Philip Sheridan derrotó a la confederada del Ejército de Virginia del Norte matando a su comandante, el general J. E. B. Stuart.   

## Antecedentes
Después de la batalla de la espesura la caballería de la Unión bajo el mando del general Philip Sheridan fue separada del Ejército del Potomac de Ulysses S. Grant para interrumpir las líneas del general Robert Lee, realizar una incursión en Richmond, Virginia, y derrotar al comandante de la caballería de la Confederación, el general J.E.B. Stuart, que era considerado una amenaza para la ofensiva unionista.
El 9 de mayo Sheridan se puso en movimiento e interrumpió el mismo día las comunicaciones por carretera y ferrocarril de Lee. En Spotsylvania Stuart se enteró de lo que estaba haciendo y puso a su caballería en marcha para enfrentarse a él.

## La batalla

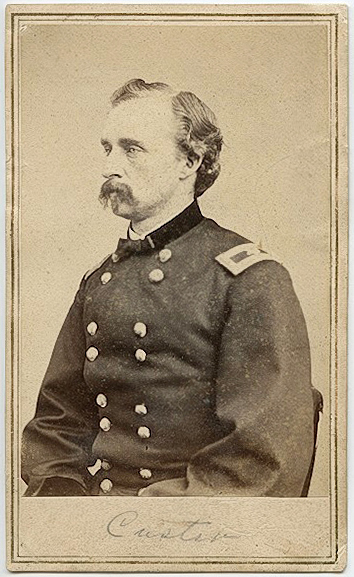
George Armstrong Custer

Sin embargo Stuart cometió el error de pensar que era una tímida incursión hacia el territorio confederado. Por ello sólo se fue a enfrentarse a Sheridan con la mitad de sus hombres. De esa manera las tropas de Sheridan superaban en ese momento a las tropas de Stuart en 2 a 1.
El 11 de mayo Stuart estableció una posición defensiva en Yellow Tavern para enfrentarse a Sheridan y una hora después a las 11 en punto Sheridan apareció. Los federales atacaron entonces la izquierda de Stuart y obligaron a los confederados a retirarse. Cuando estuvieron al borde de romper las defensas confederadas allí, Stuart con caballería de su derecha contraatacó  y pudo obligar a los federales a retirarse. Sin embargo el general J.E.B. Stuart fue herido mortalmente durante esa retirada unionista.  
El mando lo recibió entonces Fitzhugh Lee, que pudo mantener temporalmente las líneas confederadas. Sin embargo tuvo que retirarse más tarde a causa de la superioridad numérica de Sheridan.

## Consecuencias
A pesar de haber perdido la batalla los confederados aun así pudieron detener en la batalla a Sheridan lo suficiente para que Richmond pudiese prepararse ante un eventual ataque de Sheridan. Sheridan, consciente que no podía atacar Richmond bajo las nuevas circunstancias, se unió al comando de Butler en Bermuda Hundred. Después de reaprovisionarse allí, Sheridan se unió otra vez al Ejército de Potomac el 25 de mayo para la marcha hacia el sureste.
J.E.B. Stuart murió el día siguiente. La pérdida de Stuart fue un grave golpe para la Confederación, ya que perdieron con él a su mejor líder de caballería.